# Charles Freer Andrews

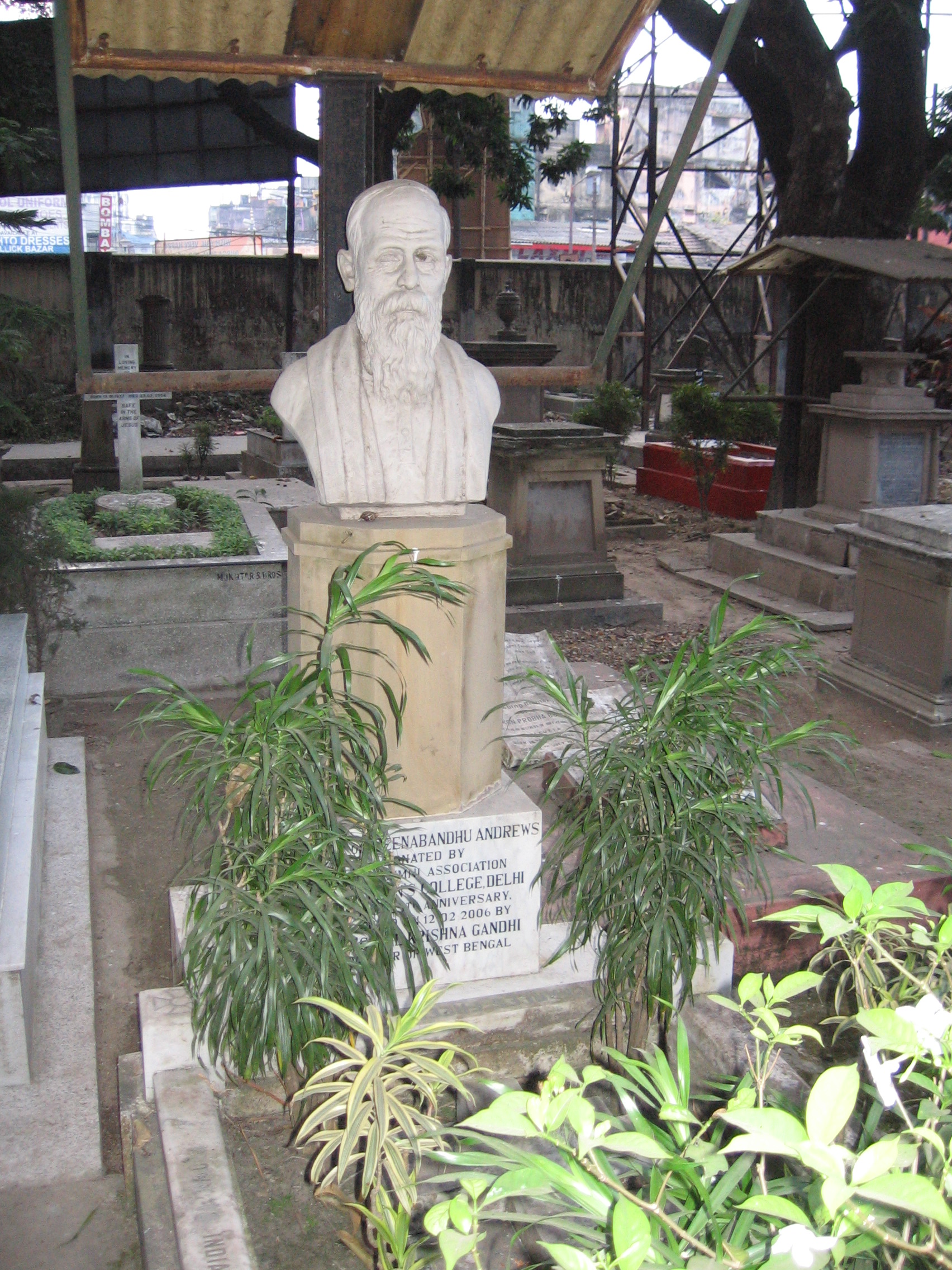
The Reverend C.F. Andrews

Charles Freer Andrews, född 12 februari 1871, död 5 april 1940, var en brittisk missionär.

## Biografi
Andrews verkade efter studier i Storbritannien från 1904 vid Cambridgemissionen i New Delhi och ägnade sig mycket åt att öka förståelsen mellan européer och asiater. 1913 blev han lärare för Tagores skola i Santineketan. Han bistod Mahatma Gandhi i dennes arbete för att förbättra förhållandena för indierna i Sydafrika 1913-14 och förde indiernas talan i flera andra frågor. Bland hans skrifter finns Renässansen (1918), Huru jag mött Kristus (1933), Sadhu Sundar Singh (1934), Kristus och bönen (1937) samt John White (1937) i svensk översättning.